# Lecane sympoda
Lecane sympoda är en hjuldjursart som beskrevs av Hauer 1929. Lecane sympoda ingår i släktet Lecane och familjen Lecanidae. Inga underarter finns listade i Catalogue of Life.